# Agoney
Agoney Hernández Morales (Adeje, Tenerife, 18 de octubre de 1995), conocido simplemente como Agoney, es un cantante, músico y compositor español que saltó a la fama tras su participación en el programa Operación Triunfo 2017.
Tras su participación en el programa comenzó su carrera musical, lanzando con éxito al mercado varios temas y participando en diversos programas de televisión. Agoney destaca musicalmente por su gran potencia vocal y la versatilidad de su voz. Su álbum debut, «Libertad», fue publicado el 28 de agosto de 2020. El álbum se posicionó en el número uno de la lista de ventas oficial española. Por su parte, en 2022 se proclamó ganador de la novena edición del programa Tu cara me suena.Su segundo álbum, «Dicotomía», de música electrónica fue publicado el 20 de septiembre de 2024.

## Primeros años
Agoney Hernández Morales nació el 18 de octubre de 1995 en Adeje, Santa Cruz de Tenerife. A los seis años, comenzó a tocar la trompeta en la banda municipal de su pueblo y, más tarde, continuó estudiando música. Asistió a una escuela secundaria de artes escénicas y, antes de entrar a Operación Triunfo, trabajó como cantante en un hotel en Tenerife.

## Carrera musical

### Operación Triunfo 2017

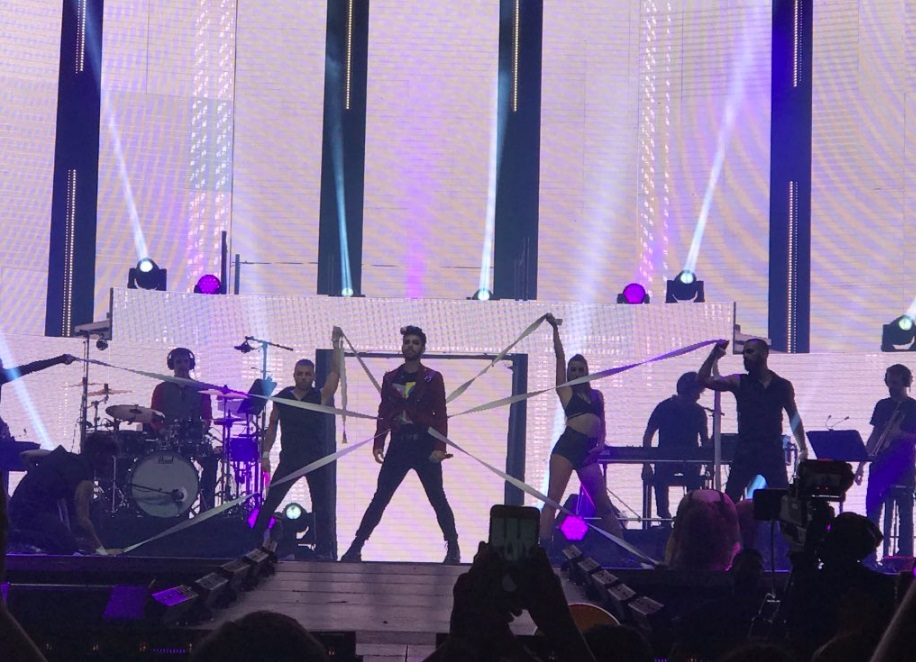
Agoney durante un concierto de la gira de Operación Triunfo en 2018.

En 2017, Agoney se presentó al casting de Operación Triunfo 2017, la novena edición del programa de televisión musical Operación Triunfo en España. Fue seleccionado para participar en la gala 0 del programa, donde finalmente fue elegido como uno de los 16 concursantes definitivos.
Entre sus actuaciones más destacadas dentro del programa se encuentran «Runnin'» de Naughty Boy y Beyoncé que cantó junto a Miriam Rodríguez, «Symphony» de Clean Bandit y Zara Larsson que interpretó junto a Nerea Rodríguez, «Manos Vacías» de Miguel Bosé y Rafa Sánchez junto a Raoul Vázquez o «Eloise» de Tino Casal que interpretó en solitario.
Agoney fue nominado en la gala 9 del programa junto a Nerea Rodríguez, y decidió interpretar la canción «Somebody to Love» de Queen, actuación que le valió la permanencia en el programa con el 53 % de los votos.
Finalmente, fue eliminado en la gala 12, ocupando la posición de 6.º clasificado del programa, después de una votación muy cerrada contra la concursante Ana Guerra, quien ganó con el 50.3 % de los dos millones de votos contabilizados.
Una vez finalizado el concurso, Agoney formó parte de la gira española de Operación Triunfo, actuando en lugares como el Palau Sant Jordi en Barcelona, el Estadio Olímpico en La Cartuja en Sevilla, el Bizkaia Arena en Bilbao, o el estadio Santiago Bernabéu en Madrid.

### Primeros pasos trasOperación Triunfo(2018-2019)
Tras terminar la gira de Operación Triunfo 2017, comenzó la carrera en solitario de Agoney. En el último concierto de la gira, el 26 de agosto de 2018 en Almería, España, Agoney anunció la salida de su sencillo debut «Quizás» para el 31 de agosto de 2018. La letra de la canción está dirigida a aquellos que no creyeron en él. Musicalmente, «Quizás» ha sido comparada con artistas como Mika, Troye Sivan y Adam Lambert. El sencillo alcanzó el número uno en la lista de sencillos de iTunes en español y el millón de reproducciones en 24h en su plataforma de Vevo.
En diciembre de 2018 protagonizó junto a Ana Guerra, Lola Índigo, Raoul Vázquez, Aitana y Maikel Delacalle la campaña publicitaria de Coca-Cola para Navidad, interpretando la canción «El Mundo Entero».
Entre octubre y diciembre de 2018, realizó su primera gira en solitario. La gira inició el 11 de octubre de 2018 en su pueblo natal, Adeje, junto a Lola Índigoy recorrió grandes ciudades españolas como Madrid, Valencia, Barcelona o Zaragoza.
Agoney participó en la Gala Drag Queen de Las Palmas de Gran Canaria 2019, donde realizó un remix dance de su sencillo «Quizás».
En marzo de 2019, Agoney apareció en el programa de televisión La mejor canción jamás cantada, donde participó en tres galas. Ganó el episodio dedicado a la década de 2010 con su interpretación de la canción de Pastora Soler en Eurovisión 2012 «Quédate conmigo» y quedó en segundo lugar en la gran final con su interpretación del sencillo de 2001 de David Bisbal, «Ave María».
En agosto de 2019, Agoney lanzó su segundo sencillo en solitario, «Black». La canción fue compuesta por él mismo y habla sobre la sociedad moderna y las presiones de las redes sociales. Fue acompañado por un vídeo musical dirigido por Frankie De Leonardis. Este sencillo fue presentado por primera vez en directo el 14 de septiembre en el festival Coca Cola Music Experience 2019.
En noviembre de ese mismo año, Agoney ofreció su primer concierto fuera de España, visitando Argentina.

### Libertad(2020-2021)
En abril de 2020 se anuncia la salida de «Libertad», una canción que, según el propio Agoney, sirve como preludio de su álbum debut homónimo. El álbum «Libertad», en el que el artista ha estado trabajando desde su salida de Operación Triunfo, vería la luz a finales de verano de 2020.
En ese mismo mes, durante una entrevista en Europa FM, se anunció «Strangers», una colaboración con el DJ Brian Cross, que sería lanzada el 29 de mayo.
El día 30 de mayo, la cantautora Rosana anuncia por sorpresa el lanzamiento de «Sin Miedo 2020», una canción solidaria, cuyos beneficios serán destinados al plan #CruzRojaResponde de Cruz Roja, en la que participan varios artistas entre los que se encuentra Agoney.
El 12 de junio se publica, a través del canal de Vevo del artista, una versión acústica de «Libertad» y «Black» interpretada al piano por el divulgador musical Jaime Altozano. Esta versión posee tecnología 8D.
El primer sencillo oficial del álbum «Libertad» se publica el 19 de junio de 2020 bajo el nombre «MÁS». La canción se trata de una balada pop potente que es la continuación del preludio del disco, encajando con este perfectamente y permitiendo escuchar ambas canciones sin que se perciba la transición entre ellas. Unas semanas más tarde se anuncia la salida definitiva del álbum para el 28 de agosto de 2020.
El 25 de agosto se publica «Edén» como último adelanto del álbum tres días antes de su salida. En menos de 24 horas tras su publicación se convirtió en número 1 en éxitos de iTunes y 15 en tendencias de Youtube.
Tras su lanzamiento, su álbum debut «Libertad» se posicionó como el disco más escuchado en iTunes España. Así mismo también se convirtió en el número 1 de la lista de álbumes más vendidos del país, desbancando a Anuel AA.
Entre el 28 de agosto y el 3 de septiembre, recorre el este y sur de España, por ser estas las zonas menos afectadas por la Pandemia de COVID-19 en ese momento, con sus primeras firmas de discos, visitando ciudades como Valencia, Murcia, Granada, Málaga y Sevilla.
El 19 de noviembre se publican, en exclusiva para Vevo España, dos live performances de dos temas de su primer disco: «Edén» y «Volver a ser».
El 13 de febrero de 2021 presenta «Libertad: Un Viaje Íntimo - Live Experience», concierto transmitido en streaming a nivel mundial, para presentar su álbum, en el que es acompañado por el músico Capitán Garcio al piano. El 12 de marzo da inicio a la gira del mismo nombre en el Teatro La Plazeta de Valencia, conciertos íntimos en formato piano y voz, recorriendo ciudades como Madrid, Menorca, Barcelona, Las Palmas de Gran Canaria y Zaragoza.
El 1 de agosto de 2021 pone en marcha su gira «Libertad Tour», conciertos en eléctrico en los que se presenta acompañado de su banda, visitando ciudades como Benicasim, Los Alcázares y Adeje, ofreciendo durante el 2021 dos conceptos de gira a la vez.

### Tu cara me suenayBenidorm Fest(2021-2023)
El 8 de julio de 2021 estrena el videoclip de la canción «A Little Respect», incluida dentro de la banda sonora de la película El cover del director Secun de la Rosa, cinta en la que Agoney participa haciendo un cameo especial, versionando el clásico de Erasure.
El 23 de julio de 2021 se confirma su participación oficial como concursante en la novena edición del programa Tu cara me suena de Antena 3, al lado de personalidades como Los Morancos, Lydia Bosch, Loles León, Eva Soriano, David Fernández Ortiz, Rasel Abad, NIA y María Peláe.
El 3 de septiembre de 2021 publicó su nuevo sencillo «¿Quién pide al cielo por ti?», canción donde apuesta por un sonido ochentero acompañado de sintetizadores, guitarras y cajas de ritmo, compuesta en coautoría con Alberto Jiménez de Miss Caffeina y producida por Juan Sueiro.
El 3 de marzo de 2022 estrena en primicia en Los 40 su nuevo sencillo «Bangover», el cual se convirtió en Nº1 en iTunes en España, Chile y Argentina.
El día 25 de febrero fue elegido como tercer finalista tras su imitación de Mónica Naranjo por unaminidad de 12 del jurado y del público,ganando por cuarta vez una gala en esta edición.El 4 de marzo de 2022 se celebró la gran final de Tu cara me suena y se proclamó ganador con el 53% de los votos tras su imitación de Dimash Kudaibergen en «SOS d'un terrien en détresse».A lo largo del programa reaccionaron grandes artistas como Limahl,Olly Alexander,Mónica Naranjo,o Dimash Kudaibergenaclamando sus imitaciones.
El 15 de julio presenta su sencillo «Cachito», un divertido tema de verano con sonido fresco y base electrónica, entre los productores se encuentra Andy Clay, quien ha trabajado anteriormente con Karol G.
Desde el 30 de septiembre al 15 de diciembre de 2022 participó en el programa Dúos increíbles formando dúo con la reconocida cantante Ana Belén.A lo largo del programa interpretaron con gran éxito temas como «Eloise»,«La Llorona»o «La gata bajo la lluvia».Finalmente, quedaron en segunda posición tras Miguel Poveda y Antonio José.Tras su paso por el programa, Agoney y Ana Belén agradecieron haber participado ganando gran complicidad y aprecio mutuo.En la segunda temporada del programa, regresarían juntos como invitados el 28 de noviembre de 2023  interpretando el tema «Caruso».Posteriormente, el 7 de agosto de 2024 Agoney participó en el episodio de Lazos de sangre dedicado a Ana Belén y Víctor Manuel rememorando su paso juntos por el programa.
El 26 de octubre de 2022 se anunció su participación en el Benidorm Fest 2023, evento celebrado para seleccionar la candidatura representante de España en el Festival de la Canción de Eurovisión de ese año.El 19 de diciembre, Agoney publicó en sus redes sociales la canción «Quiero arder», su candidatura para el Benidorm Fest 2023,partiendo como el gran favorito del público.Compitió en la primera semifinal el 31 de enero de 2023 y quedó en primer lugar con 161 puntos, ganando el voto del jurado experto y el televoto, y clasificándose así para la final. Finalmente Agoney quedó segundo en la clasificación con un total de 145 puntos.

### Después deBenidorm FestyDicotomía(2023-actualidad)
El 14 de julio de 2023 publicó su nuevo sencillo «Intacto», el cual incorpora elementos de música contemporánea fusionada con melodías pop, con un sonido muy personal y diferenciador.La canción hace alusión a las personas que se esconden tras las redes sociales para lanzar mensajes de odio y se trataba del tema que originalmente su discográfica quería que presentara al Benidorm Fest.Tras su publicación, «Intacto» se convirtió en Nº1 en iTunes en España.
El 26 de abril de 2024 publicó el sencillo «Tormenta», una fusión de electrónica y balada con letra emotiva y melodía envolvente, que figura como el segundo sencillo de su próximo álbum, después de «Quiero Arder».
El 14 de junio de 2024 presenta «Redención» un nuevo adelanto de su segunda producción discográfica, una melodía conceptual que mezcla ritmos de pop y electrónica con una letra que habla sobre la importancia de la aceptación de uno mismo.A finales de dicho mes fue anunciado el título de su próximo disco, «Dicotomía», el cual salió a preventa el 28 de junio.
El 6 de septiembre de 2024 lanzó «Éxtasis», el cuarto y último sencillo que es el capítulo número once del álbum y que habla sobre esa persona que nos ciega completamente, nos lleva al abismo y nos hace alcanzar la sensación de éxtasis.El lanzamiento tuvo lugar el 20 de septiembre de dicho año. El tracklist incluye las canciones «Dicotomía», «Tormenta», «Quiero arder», «Bella bestia», «Anástasis», «Bailando en la oscuridad», «AØ», «1 en vez de 3», «Redención», «Algo que nunca debí sentir», «Éxtasis» y «Pecador».
Tras varias dificultades, el lanzamiento de este primer disco de música electrónica representa una transición desde la oscuridad hacia la redención.El 17 de septiembre de 2024 presentó este álbum en el Teatro Eslava de Madridcomenzando su gira «Dicotomía Tour», promocionándolo por toda España,Argentinay México,y que cerró el 20 de junio de 2025 en Madrid con la participación de Rebeka Brown.Además de su propia gira, Agoney agradeció poder abrir como telonerovarios conciertos en México de Mónica Naranjo en su gira Greatest Hits Toura su paso por ciudades como Monterrey o Veracruzy de octubre a diciembre de 2025 seguirá abriendo los conciertos como telonero de Mónica Naranjo en la segunda parte de su gira Greatest Hits Tour por España.

## Actividades filantrópicas
Agoney es abiertamente gay, defendió la visibilidad y los derechos de la comunidad LGTBI durante el programa Operación Triunfo y la gira nacional posterior trasmitiendo el mensaje "por el amor, la libertad y la visibilidad" junto a su compañero de edición Raoul Vázquez.
En 2018 fue seleccionado como uno de los pregoneros de la ceremonia de inauguración del Orgullo de Madrid de ese año. También apareció como portada de la edición de invierno 2018/2019 de la revista de viajes LGBT española Shangay Express y en la de la edición de invierno de la revista LGBT Togayther.
Agoney es embajador de la fundación canaria Carrera por la Vida, una organización benéfica de las Islas Canarias que apoya y crea conciencia sobre el cáncer de mama. Apareció en el mes de agosto en el calendario de caridad 2019 cuyas ventas van a beneficio de la organización.
En noviembre de 2019, Agoney se unió a la presentadora de televisión Emma García y a la actriz Eva Isanta para liderar una campaña televisiva humorística para alentar las pruebas tempranas de VIH en España.
En mayo de 2020, participó junto a otros artistas en «Sin Miedo 2020», una canción solidaria cuyos beneficios fueron destinados al plan #CruzRojaResponde desarrollado por Cruz Roja Española durante la pandemia de COVID-19.
En junio de 2020, colabora junto a más artistas en la canción «Piensa en positivo», que servirá como himno del Orgullo LGTBI 2020 de Madrid. Se trata de una versión de la canción de Fangoria «Piensa En Positivo» en la que, además de Agoney, participan artistas como Ana Mena, Ricky Merino, Rafa Sánchez, Delaporte, Vega o Fran Perea, entre otros. Así mismo, durante ese mes participa en el Global Pride junto a Ruth Lorenzo y en el Pride de Barcelona.
En noviembre de 2021, la cantante Barei lo invita a participar junto a otros artistas en el tema «Más besos», canción homenaje al joven Samuel Luiz y a todo el colectivo LGTBIQ, junto a Agoney participan además otros artistas como Chenoa, Blas Cantó, Rozalén, David Otero, Soraya Arnelas, Lorena Gómez, entre otros.
En abril de 2022, participó junto a otros artistas del panorama nacional español en el concierto benéfico Unidos por la paz: Ucrania en el corazón, organizado por Radio Televisión Española con el fin de recaudar fondos para las víctimas de la Guerra de Ucrania.
En julio de 2022 participa en la clausura del Orgullo de Madrid presentando un performance reivindicativo de su canción «Ángel caído» sobre la opresión del colectivo.
El 15 de diciembre de 2023, Agoney fue uno de los artistas invitados que participaron en el concierto benéfico llamado Juntos por los Montes de Tenerife, un evento realizado para recaudar fondos para los afectados del Incendio forestal en Tenerife de 2023, celebrado en Santa Cruz de Tenerife.
En junio de 2024 fue pregonero de las actividades con motivo del Día del Orgullo en Adeje, su localidad natal.
El 9 de mayo de 2025 actuó en Maspalomas Pride by Freedom Asociación LGBT en Yumbo Centrum de Gran Canaria retransmitido por RTVE.También, el 16 de mayo actuó en Jandía Pride de Morro Jable en Pájara ( Fuerteventura).Y el 28 de junio por el Día Internacional del Orgullo LGBT+ actuó en la plaza del Cabildo de Tenerife (Canarias).

## Vida personal
En marzo de 2022, tras su victoria en la novena edición de Tu cara me suena, Agoney dio a conocer a su nueva pareja, el bailarín Marc Montojo, con un beso.Marc, quien cuenta con una amplia experiencia,acompañó a Agoney como coreógrafo y bailarín en su propuesta para el Benidorm Fest 2023.Además, Agoney mandó mensajes de apoyo a su pareja,que fue uno de los bailarines que acompañó a Melody en el Festival de Eurovisión 2025.Su relación continúa en la actualidad,y Marc sigue participando como bailarín en Tu cara me suena.

## Discografía

### Álbumes
| Año  | Título    | Detalles                                                                 | Sello discográfico    | Posición |
| Año  | Título    | Detalles                                                                 | Sello discográfico    | ESP      |
| ---- | --------- | ------------------------------------------------------------------------ | --------------------- | -------- |
| 2020 | Libertad  | - Lanzamiento: 28 de agosto de 2020 - Formatos: CD, vinilo y digital     | Universal Music Spain | 1        |
| 2024 | Dicotomía | - Lanzamiento: 20 de septiembre de 2024 - Formatos: CD, vinilo y digital | Universal Music Spain | 4        |

### En Directo
| Año  | Título        | Detalles                                                            | Sello discográfico    | Posición |
| Año  | Título        | Detalles                                                            | Sello discográfico    | ESP      |
| ---- | ------------- | ------------------------------------------------------------------- | --------------------- | -------- |
| 2022 | Libertad Tour | - Lanzamiento: 15 de diciembre de 2022 - Formatos: físico y digital | Universal Music Spain | 43       |

### Sencillos
| Año  | Título                       | Fecha de lanzamiento    | Composición | Posición | Álbum     |
| ---- | ---------------------------- | ----------------------- | --- | -------- | --------- |
| 2018 | Quizás                       | 30 de agosto de 2018    | Bruno Valverde Juárez, Giancarlo Alfanno, Hajar Sbihi, Lewis Pikett, Marco Dettoni                                            | 18       | Libertad  |
| 2019 | Black                        | 29 de agosto de 2019    | Agoney Hernández y Antonio Escobar                                                                                            | 82       | Libertad  |
| 2020 | Libertad                     | 9 de abril de 2020      | Agoney Hernández | -        | Libertad  |
| 2020 | Más                          | 18 de junio de 2020     | Agoney Hernández | -        | Libertad  |
| 2020 | Edén                         | 24 de agosto de 2020    | Agoney Hernández, Andrés Terrón Fontecoba, David Sánchez Martín, Jaime Garcia-Altozano Garrido y Pablo Estrella Torres        | -        | Libertad  |
| 2021 | ¿Quién pide al cielo por ti? | 2 de septiembre de 2021 | Agoney Hernández, Alberto Jiménez, Juan Sueiro                                                                                | -        |           |
| 2022 | Bangover                     | 3 de marzo de 2022      | Agoney Hernández |          |           |
| 2022 | Cachito                      | 14 de julio de 2022     | Agoney Hernández, Andy Clay Cruz, Carlos Humberto Domínguez “Kemzo”, Giovel Simón, Raúl Anselmo López, Roberto Sierra “Bobby” | 48       |           |
| 2022 | Quiero Arder                 | 19 de diciembre de 2022 | Agoney Hernández Morales, Marta Martínez López, Andrés Huélamo López (Blackpanda)                                             |          | Dicotomía |
| 2023 | Intacto                      | 14 de julio de 2023     | Agoney Hernández Morales, Andrés Huélamo López, Marta Martínez López                                                          |          |           |
| 2024 | Tormenta                     | 26 de abril de 2024     | Agoney Hernández Morales, Mario Sedano Olmeda                                                                                 |          | Dicotomía |
| 2024 | Redención                    | 14 de junio de 2024     | Agoney Hernández Morales, Marc Montojo, Patricia Benito                                                                       |          | Dicotomía |
| 2024 | Éxtasis                      | 6 de septiembre de 2024 | Agoney Hernández Morales, Jesús Gascón, Tatiana Delalvz                                                                       |          | Dicotomía |

### Sencillos promocionales
- 2019: «El mundo entero» (con Ana Guerra, Raoul Vázquez, Aitana y Lola Índigo feat. Maikel Delacalle) - Canción para la campaña publicitaria de Coca-Cola para Navidad
- 2020: «Sin miedo 2020» (con Rosana, Álex Ubago, Efecto Pasillo, Mónica Naranjo, Rosario, Soledad Pastorutti y más artistas) - Canción solidaria a beneficio de Cruz Roja Española
- 2020: «Piensa en positivo» (con Ricky Merino, Vega, Rafa Sánchez y más artistas) - Himno del Orgullo LGTBI 2020
- 2021: «A Little Respect» - Incluida en la banda sonora de la película El Cover
- 2021: «Más besos» (con Barei, Chenoa, Blas Cantó, Rozalén, David Otero, Soraya Arnelas y más artistas) - Canción homenaje a Samuel Luiz y al colectivo LGTBIQ
- 2021: «Soy fuego»

### Colaboraciones
- 2018: «Magia» (con Miriam Rodríguez)
- 2020: «Strangers» (con Brian Cross)

## Giras

### Grupales
- 2018: Operación Triunfo 2017 en concierto

### En solitario
- 2018-2019: Agoney: en concierto

| Fecha                   | Ciudad       | País      | Recinto                 | Ref.    |
| ----------------------- | ------------ | --------- | ----------------------- | ------- |
| 11 de octubre de 2018   | Adeje        | España    | Recinto ferial de Adeje | [ 20 ]  |
| 1 de noviembre de 2018  | Madrid       | España    | Sala But                | [ 21 ]  |
| 9 de noviembre de 2018  | Valencia     | España    | Sala Moon               | [ 144 ] |
| 8 de diciembre de 2018  | Barcelona    | España    | La [2] de Apolo         | [ 145 ] |
| 14 de diciembre de 2018 | Zaragoza     | España    | Teatro de las Esquinas  | [ 146 ] |
| 2 de noviembre de 2019  | Buenos Aires | Argentina | The Roxy Live           | [ 27 ]  |

- 2021: Libertad: Un viaje íntimo
- 2021-2023: Libertad Tour
- 2024-2025: Dicotomía Tour

## Premios y nominaciones

### Premios El Suplemento
| Año  | Categoría                   | Premio                           | Resultado | Ref.    |
| ---- | --------------------------- | -------------------------------- | --------- | ------- |
| 2020 | Artista revelación nacional | IX Premio Nacional El Suplemento | Ganador   | [ 147 ] |

### Actuality Awards
| Año  | Categoría                        | Premio                | Resultado | Ref.    |
| ---- | -------------------------------- | --------------------- | --------- | ------- |
| 2020 | Mejor álbum - Categoría nacional | Actuality Awards 2020 | Nominado  | [ 148 ] |

### Otros premios
| Año  | Categoría               | Premio                                     | Resultado | Ref.    |
| ---- | ----------------------- | ------------------------------------------ | --------- | ------- |
| 2022 | Premio solidario        | Héroes y heroínas LGTB+ Togaytherland 2022 | Ganador   | [ 149 ] |
| 2022 | Premio Diversa          | Premio Diversa a la Música                 | Ganador   | [ 150 ] |
| 2025 | Top 50 Music Awars 2025 | Mejor Artista o Grupo                      | Nominado  | [ 151 ] |

## Filmografía

### Programas de televisión

#### Como concursante
| Año         | Título                          | Cadena   | Notas                         | Ref.    |
| ----------- | ------------------------------- | -------- | ----------------------------- | ------- |
| 2017 - 2018 | Operación Triunfo 2017          | La 1     | Concursante - 6.º clasificado | [ 13 ]  |
| 2019        | La mejor canción jamás cantada  | La 1     | Concursante - 2.º clasificado | [ 24 ]  |
| 2021 - 2022 | Tu cara me suena                | Antena 3 | Concursante - Ganador         | [ 54 ]  |
| 2022        | Dúos increíbles                 | La 1     | Concursante - 2.º clasificado | [ 68 ]  |
| 2023        | Tu cara me suenaː Gala de Reyes | Antena 3 | Concursante - 2.º clasificado | [ 152 ] |
| 2023        | Benidorm Fest 2023              | La 1     | Concursante - 2.º clasificado | [ 77 ]  |

#### Como invitado
| Año  | Título                               | Cadena                | Notas             | Ref.    |
| ---- | ------------------------------------ | --------------------- | ----------------- | ------- |
| 2018 | Tu cara me suena                     | Antena 3              | Invitado          | [ 153 ] |
| 2018 | Operación Triunfo 2018               | La 1                  | Invitado          | [ 154 ] |
| 2019 | Menuda noche                         | Canal Sur             | Invitado          | [ 155 ] |
| 2019 | Trabajo temporal                     | La 1                  | Invitado          | [ 156 ] |
| 2020 | Viajeros Cuatro: Tenerife            | Cuatro                | Invitado          | [ 157 ] |
| 2020 | Cocina al punto con Peña y Tamara    | La 1                  | Invitado          | [ 158 ] |
| 2021 | El cazador                           | La 1                  | Invitado          | [ 159 ] |
| 2021 | Pasapalabra                          | Antena 3              | Invitado          | [ 160 ] |
| 2022 | Gente maravillosa                    | Canal Sur             | Invitado          | [ 161 ] |
| 2023 | Martínez y Hermanos                  | #0 por Movistar Plus+ | Invitado          | [ 162 ] |
| 2023 | Dúos increíbles                      | La 1                  | Invitado          | [ 70 ]  |
| 2023 | Make Up Stars                        | RTVE Play             | Invitado          | [ 163 ] |
| 2024 | Lazos de sangre                      | La 1                  | Invitado          | [ 72 ]  |
| 2024 | Gala 60 aniversario de TVE Canarias  | RTVE Canarias         | Invitado          | [ 164 ] |
| 2024 | El gran premio de la cocina (España) | La 1                  | Invitado          | [ 165 ] |
| 2025 | EnREDa2                              | Canal Sur             | Invitado          | [ 166 ] |
| 2025 | La tarde, aquí y ahora               | Canal Sur             | Invitado          | [ 167 ] |
| 2025 | En compañía                          | CMM                   | Invitado          | [ 168 ] |
| 2025 | Fiesta                               | Telecinco             | Invitado          | [ 169 ] |
| 2025 | Una mala noche (la tiene cualquiera) | RTVC                  | Invitado          | [ 170 ] |
| 2025 | Tu cara me suena                     | Antena 3              | Acompaña a Gisela | [ 171 ] |

### Cine
| Año  | Título   | Papel    | Notas                           | Ref.   |
| ---- | -------- | -------- | ------------------------------- | ------ |
| 2021 | El Cover | Él mismo | Actuación de «A Little Respect» | [ 46 ] |